# タンジェリン (1941年の曲)
「タンジェリン」 (Tangerine) は、アメリカのポピュラー・ソング。作曲はヴィクター・シャーツィンガー、作詞はジョニー・マーサーが手がけた。1941年に発表されたこの曲は、程なくしてジャズのスタンダード曲となった。
この曲は、パラマウント映画が制作し、死去する直前のシャーツィンガーが監督を務めた1942年の映画『艦隊入港』で挿入歌として取り上げられ、広く知られるようになったが、この作品にはドロシー・ラムーア、ウィリアム・ホールデン、エディ・ブラッケン、歌手のキャス・デイリーらが出演しており、ベティ・ハットンはこの作品で映画デビューを果たした。
歌詞の内容は、架空の南アメリカの女性が、広く知られた人々を魅了する様を歌っており、「彼女が踊れば / セニョリータたちは見つめ / 闘牛士たちはため息をつく」といった歌詞がある。作詞したマーサーの伝記作家のひとりは、この曲の当初の人気について、「第二次世界大戦に巻き込まれていなかった地域のひとつであったラテン・アメリカは、戦争という災厄をひと時だけでも忘れたいと思っていたアメリカ人たちにとって、歌や映画で好んで取り上げられる主題になっていた」と記している。

## チャート入りした録音
この曲の録音で最も人気が高かったのは、映画の中でこの作品を演奏した面々、すなわち歌手ヘレン・オコネルとボブ・エバーリーをフィーチャーしたジミー・ドーシー (Jimmy Dorsey) 楽団によるものであった。この録音は、デッカ・レコードから、カタログ番号 4123 でリリースされた。このレコードは1942年4月10日付で『ビルボード』誌のチャートに初登場し、15週間チャートに留まり、そのうち6週間にわたってチャートの首位に立った。この録音のバージョンでは、歌詞の一部が映画の中のものとは少しだけ異なっていた。レコードでは、エバーリーが歌うところで「And I've seen toasts to Tangerine / Raised in every bar across the Argentine（そして僕は見たんだ、タンジェリンへの乾杯が / アルゼンチン中で上がるのを見た）」という歌詞があり、これがやがて広く歌われるようになっていった。映画の中では、同じ箇所は「And I've seen times when Tangerine / Had the bourgeoisie believing she were queen（そして僕は見たんだ、タンジェリンが / ブルジョワジーに彼女が女王だと思い込ませるところを）」と歌われていた。
1976年には、サルソウル・オーケストラ (Salsoul Orchestra) によるディスコ・インストゥルメンタル・バージョンが、この曲を再びトップ20に帰り咲かせた。

## その他のおもなカバー
「タンジェリン」は100組以上のアーティストたちによって録音されており、その中には、ポンチョ・サンチェス (Poncho Sanchez) をフィーチャーしたイリヤ・セロフ (Ilya Serov)、オスカー・ピーターソン、トニー・ベネット、デイヴ・ブルーベック、ハーブ・アルパート、チェット・ベイカーとポール・デスモンド、ジム・ホール、ハリー・コニック・ジュニア、ベニー・グッドマン、ドクター・ジョン、イリアーヌ・イリアス、ヴォーン・モンロー、フランク・シナトラ、ディーン・マーティン、ローレンス・ウェルク、スタン・ゲッツとボブ・ブルックマイヤー、ジーン・アモンズ、ルー・ドナルドソン、ズート・シムズ、デクスター・ゴードンなどがいる。他にも、以下の例がある。
- この曲の旋律を背景音楽に用いた映画作品には、1944年の映画『深夜の告白 (Double Indemnity)』、1948年の映画『私は殺される (Sorry, Wrong Number)』、1984年の映画『スタートレックIII ミスター・スポックを探せ! (Star Trek III: The Search for Spock』がある。
- 1976年、シットコム『All In the Family』では「Archie's Operation」というエピソードでこの曲が取り上げられており、アーチー・バンカー（英語版）が、義理の息子マイク（英語版）がアーチーの手術費用を自分が払うと申し出ようとするのを遮るため、何度も突然この曲を歌い出す。
- 1960年代、当時のペット・ミルク・カンパニー (Pet Milk Company)（後のペット・インク (Pet, Inc.)）は、この曲の旋律を「Sego」というダイエット飲料のコマーシャルに用いていた。そこでは、曲冒頭の歌詞「Tangerine, she is all they say（タンジェリン、みんなが彼女のことを言う）」の部分が、「There she goes, she's a Sego girl（彼女が行く、彼女は Sego ガール）」と変えられていた。この旋律は、その後1970年代には、ピルスベリー・カンパニー（英語版）のダイエット食品「Figurines」のジングルとしても使用された。